# Möte i Bray
Möte i Bray (franska: Rendez-vous à Bray) är en fransk-belgisk dramafilm från 1971 i regi av André Delvaux, med Anna Karina, Mathieu Carrière, Roger Van Hool och Bulle Ogier i huvudrollerna. Den handlar om den unge dandyn Julien som under första världskriget blir bjuden till sin vän Jacques' hus. När han anländer möts han dock endast av en mystisk och tystlåten kvinna som presenterar sig som Jacques' tjänsteflicka. Julien går igenom sina minnen av Jacques medan ljuden från fronten hörs utanför.
Filmen bygger på Julien Gracqs novell "Le roi Cophetua". Den hade premiär den 22 december 1971. Den tilldelades Louis Delluc-priset.

## Medverkande
- Anna Karina som Elle
- Mathieu Carrière som Julien Eschenbach
- Bulle Ogier som Odile
- Roger Van Hool som Jacques Nueil
- Boby Lapointe som värdshusvärden
- Pierre Vernier som Monsieur Hausmann
- Luce Garcia-Ville som Madame Nueil
- Nella Bielski som kvinnan på tåget
- Jean Bouise som redaktören
- Martine Sarcey som Madame Hausmann
- Pierre Lampe som en soldat